# Falera
Falera (německy a do roku 1969 oficiálně Fellers) je obec ve švýcarském kantonu Graubünden, okresu Surselva. Nachází se asi 23 kilometrů jihozápadně od kantonálního hlavního města Churu, v nadmořské výšce 1 220 metrů. Má zhruba 600 obyvatel.

## Geografie

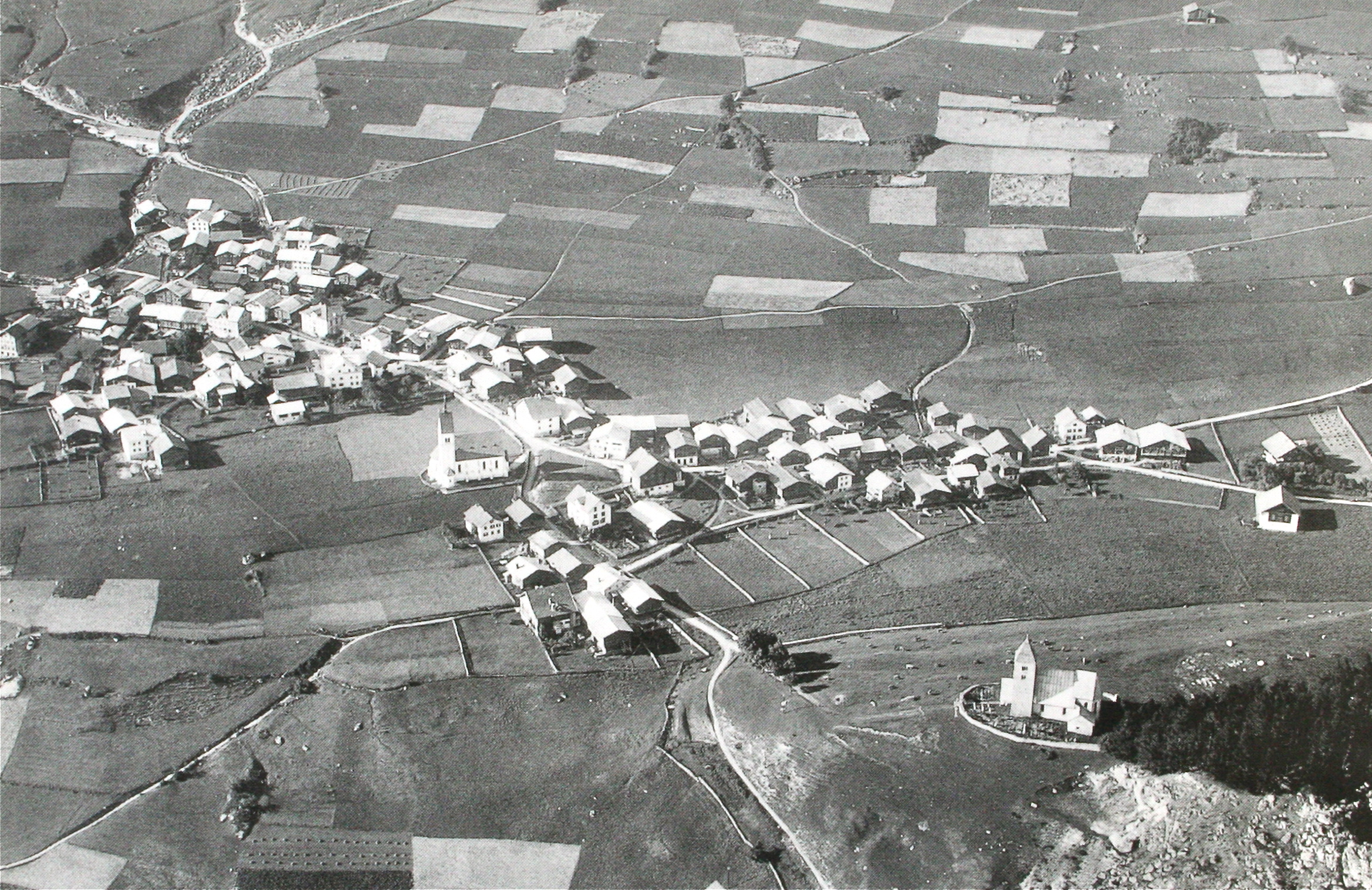
Obec v roce 1923

Obec se nachází na terase na levém svahu údolí Předního Rýna. Z celkové rozlohy obce 2235 ha připadá 1432 ha na zemědělskou půdu (převážně vysokohorské farmy), 435 ha na lesy a lesní pozemky, 309 ha na neproduktivní plochy (převážně hory) a 59 ha na zastavěnou plochu. Obci patří část ledovce Vorab a na jejím území leží z větší části oblíbená lyžařská hora Crap Sogn Gion. Sousedními obcemi jsou Ilanz/Glion, Laax, Sagogn a Schluein.

## Historie

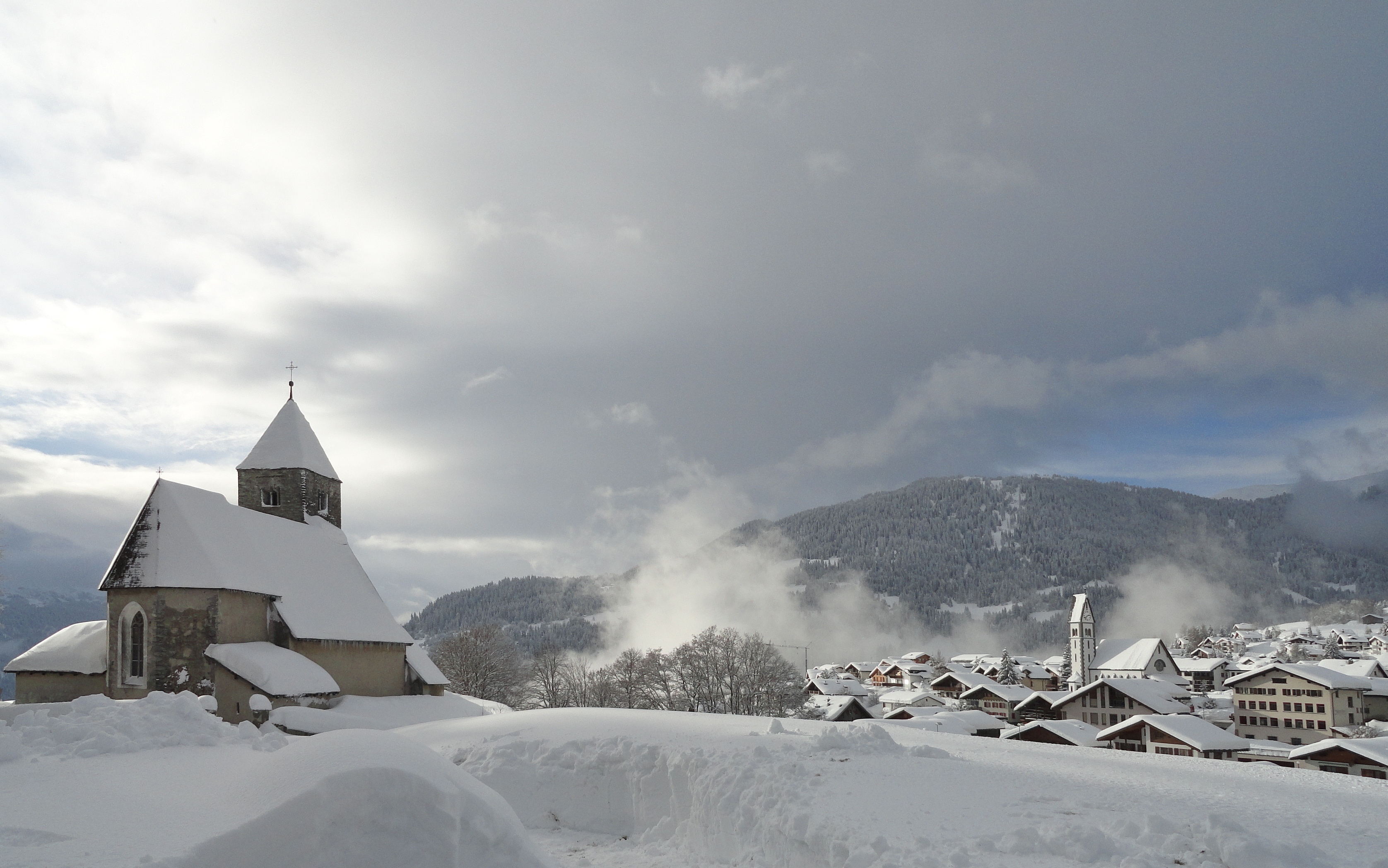
Falera v zimě, s kostelem sv. Remigia

Název obce a mnoho názvů polí pochází z předřímské doby a naznačuje, že Falera byla nepřetržitě osídlena již od střední doby bronzové.
Ve 40. letech 20. století objevil tehdejší kantonální lesník Walo Burkart na zalesněném kopci La Mutta za kostelem sv. Remigia pozůstatky opevněného sídliště z doby bronzové; nejstarší nálezy pocházejí z 18. století před naším letopočtem. Vykopávky ukázaly, že kopec byl osídlen asi 1400 let, přibližně do roku 400 př. n. l. Během této doby osada třikrát zcela vyhořela a byla znovu vybudována. V různých kulturních vrstvách byly nalezeny keramické střepy, brousky, bronzové půlměsíce a níže zmíněná bronzová jehlice.
Římané nezanechali ve Faleře žádné stopy. Nejzřetelnější důkazy o římském období však lze nalézt v rétorománštině, která vychází z latinských kořenů.
Několik statků a jméno místního kněze Lopuse von Falariae se poprvé písemně připomíná v roce 765 v závěti biskupa Tella z Churu. Předchůdce kostela svatého Remigia se objevuje v roce 841 v karolinském císařském urbáři. Po celá staletí byla vesnice klášteru Disentis zavázána pouze obilím. Ve vrcholném středověku však klášter Disentis na čas postoupil svá práva klášteru Pfäfers a později také pánům z Wildenberg-Heiligenbergu. Se založením Šedé ligy (Grau Bünde) v roce 1424 se Falera stala součástí soudní obce Gruob/Ilanz. V roce 1525, v době reformace, se obec vykoupila z kláštera Disentis, ale zůstala u staré (katolické) víry. Stejně jako ostatní obce v tzv. Třech ligách (Drei Bünde) byla Falera samostatná a měla vlastní samosprávu. Kantonální ústavou z roku 1854 ztratily graubündenské obce částečně svou samostatnost a začaly podléhat kantonálním úřadům.
Zřícenina rodového hradu pánů z Wildenbergu, hrad Wildenberg, leží na okraji oblasti Schleuiser Tobel.

## Obyvatelstvo

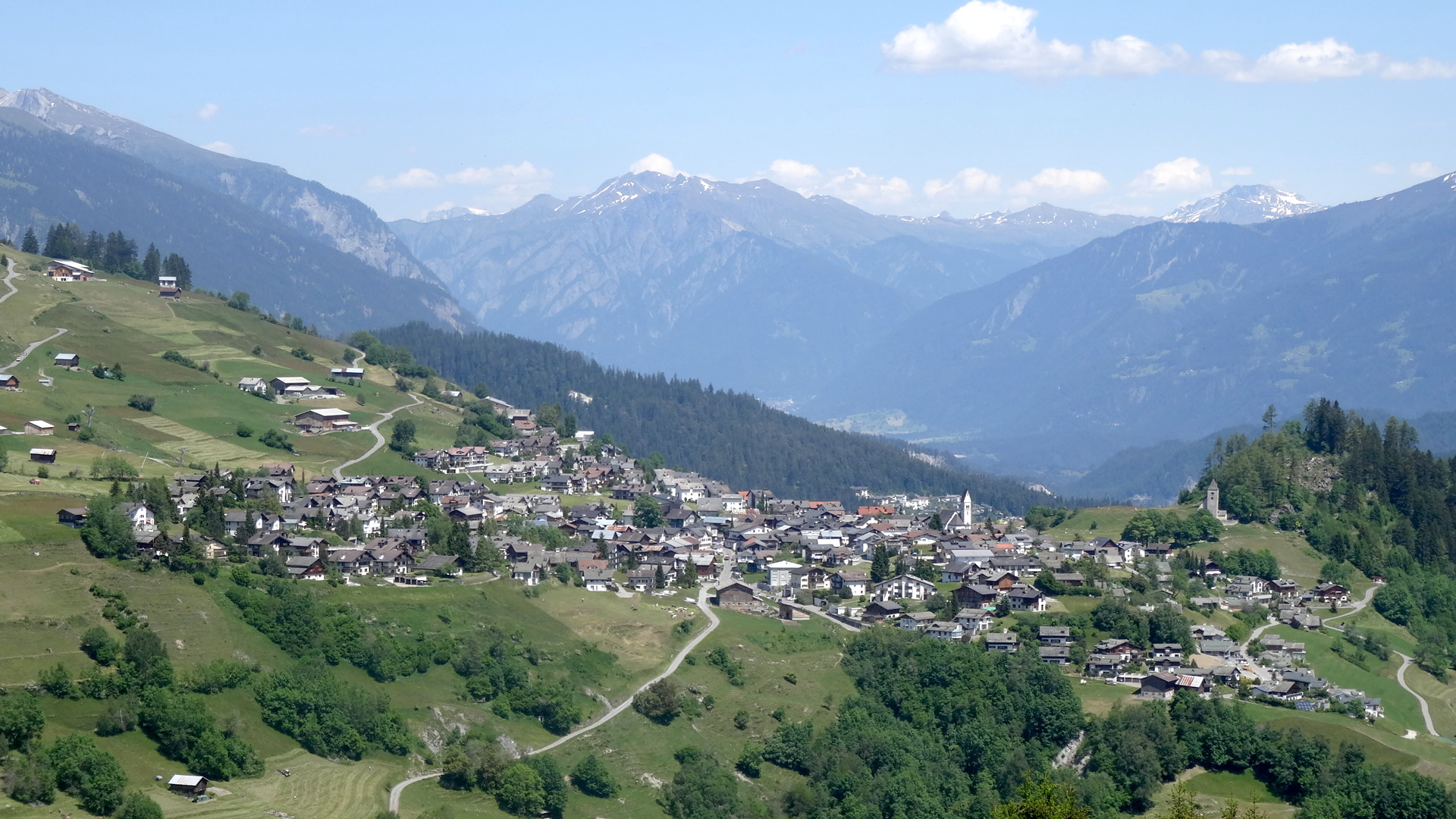
Pohled na obec

| Rok            | 1850 | 1900 | 1930 | 1950 | 2000 | 2020 |
| Počet obyvatel | 366  | 424  | 593  | 554  | 602  | 611  |

V letech 1850–1930 počet obyvatel v důsledku vystěhovalectví (způsobeného odlehlostí a nedostatkem uplatnění) neustále klesal (1850–1930: -28,2 %). Po velkém růstu ve 30. letech (1930–1941: +24 %) následovala v letech 1950–1970 druhá vlna emigrace (1950–1970: -16 %). Od té doby počet obyvatel stále výrazně roste (1970–2014: +94 %). Důvodem je zejména atraktivní lokalita a časté stěhování obyvatel z měst zpět.
Navzdory rozvoji cestovního ruchu zůstala Falera zemědělskou vesnicí. Je zde stále patnáct farem a v posledních desetiletích bylo založeno devět velkých zemědělských podniků.

### Jazyky
Jazykem většiny obyvatel je stále rétorománština. V roce 1990 jí mluvilo 90 %, v roce 2000 78 % obyvatel obce. Nicméně tato většina se stále více zmenšuje. V roce 1880 uvedlo 99 % obyvatel jako svůj mateřský jazyk rétorománštinu (v oblasti je používán dialekt sursilvan), v roce 1941 97 % a v roce 2000 67 % místních obyvatel. Vývoj v posledních desetiletích ukazuje následující tabulka:
| Jazyky ve Faleře |                   |                   |                   |                   |                   |                   |
| Jazyk            | Sčítání lidu 1980 | Sčítání lidu 1980 | Sčítání lidu 1990 | Sčítání lidu 1990 | Sčítání lidu 2000 | Sčítání lidu 2000 |
| Jazyk            | Počet             | Podíl             | Počet             | Podíl             | Počet             | Podíl             |
| Němčina          | 42                | 10,97 %           | 71                | 17,57 %           | 145               | 28,77 %           |
| Rétorománština   | 309               | 80,68 %           | 327               | 80,94 %           | 340               | 67,46 %           |
| Italština        | 7                 | 1,83 %            | 3                 | 0,74 %            | 10                | 1,98 %            |
| Počet obyvatel   | 383               | 100 %             | 404               | 100 %             | 504               | 100 %             |

## Doprava
Do obce vede jediná silnice, odbočující v obci Laax z kantonální hlavní silnice č. 19 v trase Tamins – Disentis – Andermatt. Tato cesta v obci končí. Veřejnou dopravu zajišťují žluté autobusy Postauto.